# Mafia Wars
Mafia Wars — браузерная MMO-игра, разработанная студией Zynga в 2008 году. Игра поддерживает доступ через телефон. Игра разбита на несколько сюжетных линеек — Италия, Атлантик Сити (только для телефонов), Нью Йорк, Бангкок, Куба, Москва и Лас-Вегас. В 2010 году была выпущена версия игры для мобильных телефонов, названная Mafia Wars Atlantic City. Игра разработана на HTML5.
На пике популярности в Mafia Wars играло порядка 30 миллионов игроков, при этом 5 миллионов игроков посещали игру ежедневно. В ноябре 2014 года насчитывалось 450 000 активных пользователей в месяц.
Осенью 2011 года было выпущено продолжение — Mafia Wars 2. Mafia Wars 2 была закрыта 30 декабря 2012 года.